# Sydney International Challenger
Il Sydney International Challenger, noto anche come Nature's Way Sydney Tennis International per motivi di sponsorizzazione, è stato un torneo professionistico di tennis che faceva parte dell'ATP Challenger Tour maschile e dell'ITF Women's Circuit femminile. Si è giocata una sola edizione maschile e due femminili, tutte nel 2013, sui campi in cemento del NSW Tennis Centre a Sydney, in Australia.
Il torneo maschile e la prima edizione femminile si sono svolte in contemporanea tra il 25 febbraio e il 3 marzo, e la seconda edizione femminile tra il 4 e il 10 marzo. Il Challenger maschile aveva un montepremi di $50 000. mentre il montepremi di entrambi i tornei ITF femminili era di $10 000.

## Albo d'oro

### Singolare maschile
| Anno | Campione     | Finalista | Punteggio |
| ---- | ------------ | --------- | --------- |
| 2013 | Nick Kyrgios | Matt Reid | 6–3, 6–2  |

### Doppio maschile
| Anno | Campioni                    | Finalisti              | Punteggio        |
| ---- | --------------------------- | ---------------------- | ---------------- |
| 2013 | Brydan Klein Dane Propoggia | Alex Bolt Nick Kyrgios | 6–4, 4–6, [11–9] |

### Singolare femminile
| Anno     | Campionessa       | Finalista     | Punteggio     |
| -------- | ----------------- | ------------- | ------------- |
| 2013 (2) | Viktorija Rajicic | Jessica Moore | 5–7, 6–3, 6–2 |
| 2013     | Wang Yafan        | Misa Eguchi   | 6–2, 6–0      |

### Doppio femminile
| Anno     | Campionesse                | Finaliste                 | Punteggio        |
| -------- | -------------------------- | ------------------------- | ---------------- |
| 2013 (2) | Alison Bai Tyra Calderwood | Anja Dokic Jessica Moore  | 7–6(5), 6–4      |
| 2013     | Misa Eguchi Mari Tanaka    | Tamara Čurović Wang Yafan | 4–6, 7–5, [10–8] |